# فيلقية شكسبيرية
فيلقية شكسبيرية (الاسم العلمي: Legionella shakespearei) هي نوع من البكتيريا يتبع جنس الفيلقية من الفصيلة الفيالقية. تم عزلها من برج تبريد في ستراتفورد أبون أفون في إنجلترا. سميت بالفيلقية الشكسبيرية نسبةً إلى وليام شكسبير لأنه تم عزلها في مسقط رأسه ستراتفورد أبون أفون.